# 松山多目的運動広場
松山多目的運動広場（まつやまたもくてきうんどうひろば）は、山形県酒田市にある運動広場。

## 概要
2000年3月に完成した野球とサッカーの兼用グラウンドである。面積30,500m2で固定観客席はない。尚、サッカーのゴールはジュニア用である。
2013年8月2日より球場の愛称が楽天イーグルス酒田松山ボールパークとなる。

## 利用時間・利用期間
利用時間
午前8時 - 午後6時
利用期間
4月1日から11月30日まで（冬季使用不可）

## 周辺の体育施設
- 酒田市営松山体育館
- 松山河川運動公園 - 最上川の河原に整備された運動公園。